# Аллен (ураган)
Аллен — чрезвычайно мощный ураган, обрушившийся на Карибский бассейн, восточную и северную Мексику, а также на юг Техаса в августе 1980 года. Первый названный шторм и второй тропический циклон сезона ураганов в Атлантике 1980 года. Он является шестым по интенсивности ураганом в Атлантическом океане за всю историю наблюдений и третьим по интенсивности в Мексиканском заливе, после ураганов Милтон и Рита.
Ураган прошёл над Атлантикой 31 июля — 11 августа 1980 года. Максимальная устойчивая скорость ветра во время пика интенсивности достигала 190 миль в час, что делает Аллен одним из самых сильных атлантических ураганов с точки зрения скорости ветра. От стихии пострадали острова Карибского бассейна, северная и восточная часть Мексики и южная часть штата Техас (США).

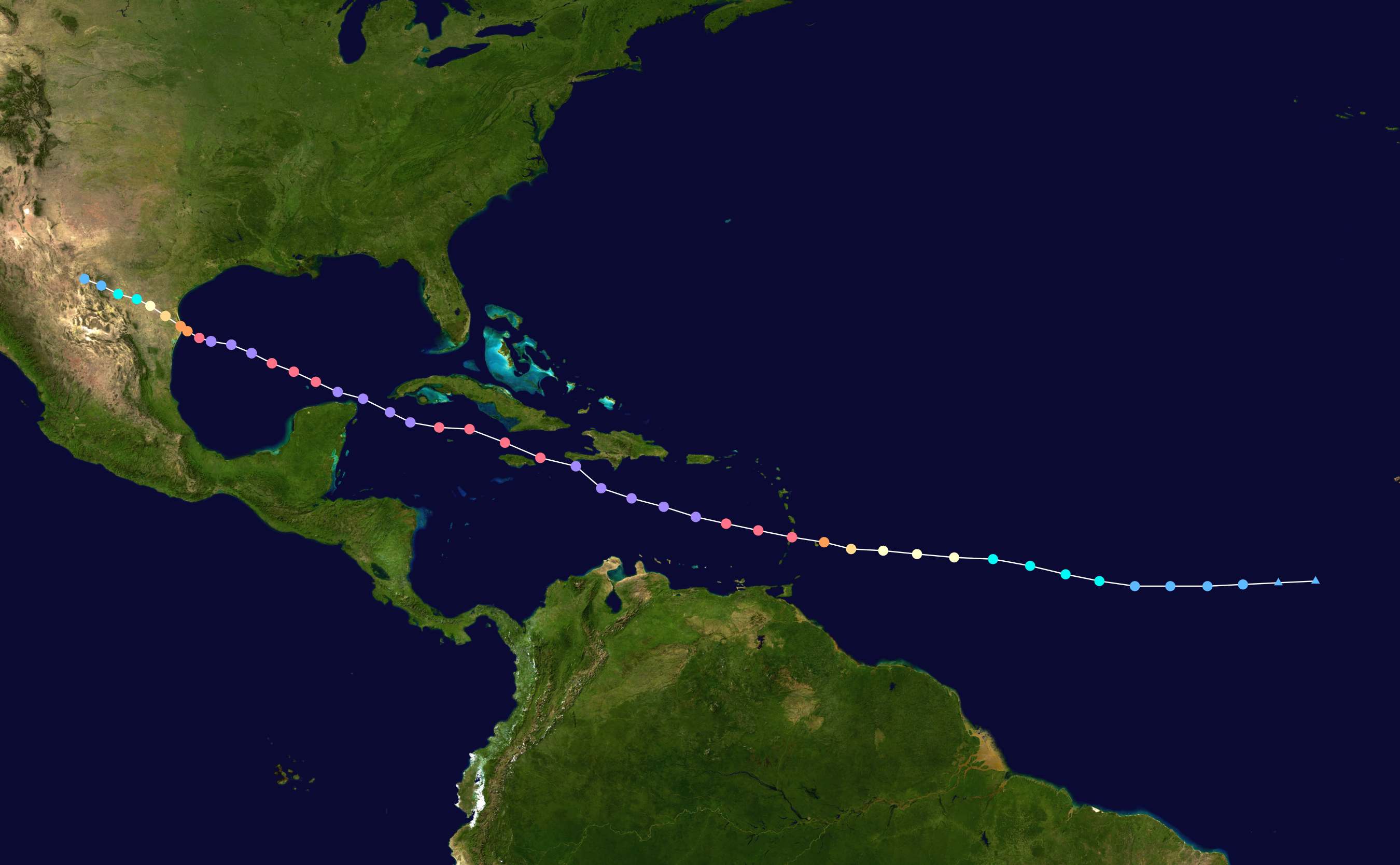
Карта пути и интенсивности урагана Аллен по шкале Саффира — Симпсона

Жертвами «Аллена» стали более 280 человек, материальный ущерб составил $1,57 млрд.